# Châtelet (vesting)

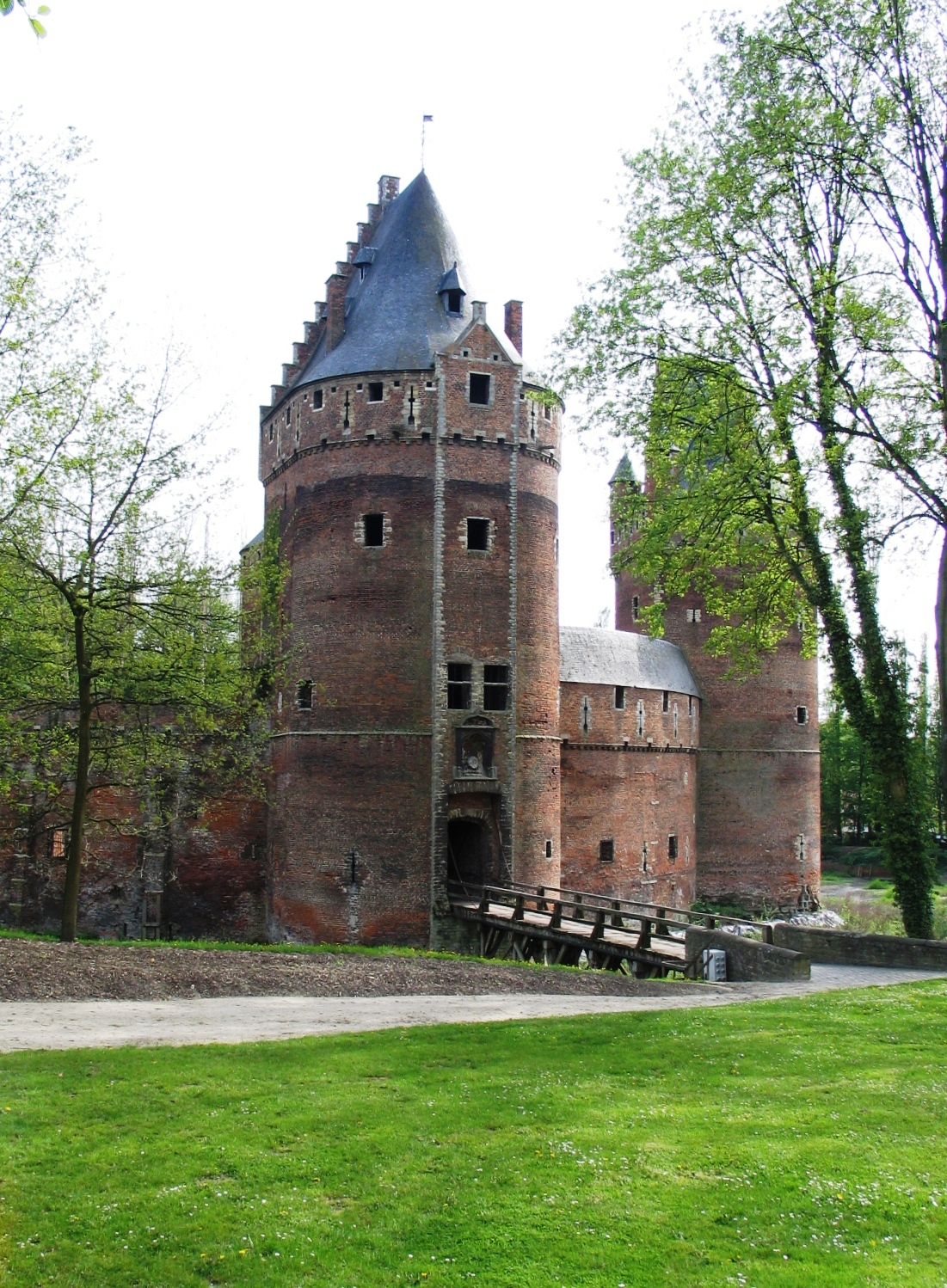
Châtelet van het kasteel van Beersel

Een châtelet is een klein kasteel of kleine vesting, bedoeld als verdedigingswerk voor een doorgang. Het was omgeven door water en werd bewoond door de châtelain, die verantwoordelijk was voor de verdediging. Het verschil tussen een kasteel en een châtelet is niet zozeer gelegen in de grootte ervan, maar in de functie: een châtelet verdedigde een doorgang.
Een châtelet kon bestaan uit een of twee torens die de toegang tot het kasteel in de vorm van een loop- of ophaalbrug over een slotgracht bewaakten.